# دراسات الهجرة
دراسات الهجرة هو ذلك الفرع من العلم الذي يرصد تحركات السكان عبر المناطق الجغرافية المختلفة داخل دولة ما (هجرة داخلية) وكذلك هجرتهم عبر الحدود الدولية (هجرة خارجية) ويرصد أعداد وتوجهات وتدفقات الهجرة عبر الحدود ودراسة أسبابها والنتائج المترتبة عليها سواء بالنسبة للمهاجر وأسرته أو بلد المنشأ أو بلد الإستقبال. يعني هذا الفرع من العلوم إلى دراسة الجاليات المغتربة ومدى اندماجهم في مجتمعاتهم الجديدة. من الناحية الاقتصادية يدرس هذا الفرع من العلم التحويلات وآثارها على الأسرة والمجتمع وكيف يتم إرسالها وإستثمارها.
أنواع الهجرة:
تنقسم الهجرة إلى عدة أنواع طبقا لطبيعة الهجرة والعوامل التي تدفع الشخص للهجرة.
أولا: من حيث طبيعة قرار الهجرة
1. الهجرة القسرية: إجبارية بطبيعتها وتنتج جراء الحروب والصراعات أو جراء الكوارث البيئية
2. الهجرة الطوعية: وهي تعتمد على الاختيار الحر للفرد وتسمى أحيانا هجرة اقتصادية

ثانيا: من حيث حركة الهجرة عبر الحدود
1. هجرة داخلية: داخل نفس البلد بدون عبور الحدود الدولية
2. هجرة خارجية/دولية: تعني بالضرورة عبور الحدود الدولية إلى دولة أخرى

ثالثا: من حيث الطبيعة القانونية للهجرة
1. هجرة شرعية: وتسمى أحيانا قانونية أو موثقة وهي التي تتم من خلال إتباع تعليمات الدخول والإقامة
2. هجرة غير شرعية: وتسمى أيضا غير قانونية وغير نظامية وهي تعني دخول دولة ما بدون إتباع الإجراءات القانونية اللازمة أو البقاء في دولة ما بعد انتهاء مدة التأشيرة المسموح بها.